# モルスアイム
モルサイム （Molsheim）は、フランス、グラン・テスト地域圏、バ＝ラン県のコミューン。

## 地理
アルザス・ワイン街道（fr）途上にあるモルスアイムは、ストラスブールの西約30kmに位置する。アルザス高原のラ・ビュルシュ谷の入り口にあたる。

## 語源
10世紀の古名Mollesheimは、ケルト語で丘陵を意味するmol、建物を意味するliosに由来する。ラテン語で製粉所を意味するmolaも語源にかかわる。

## 歴史

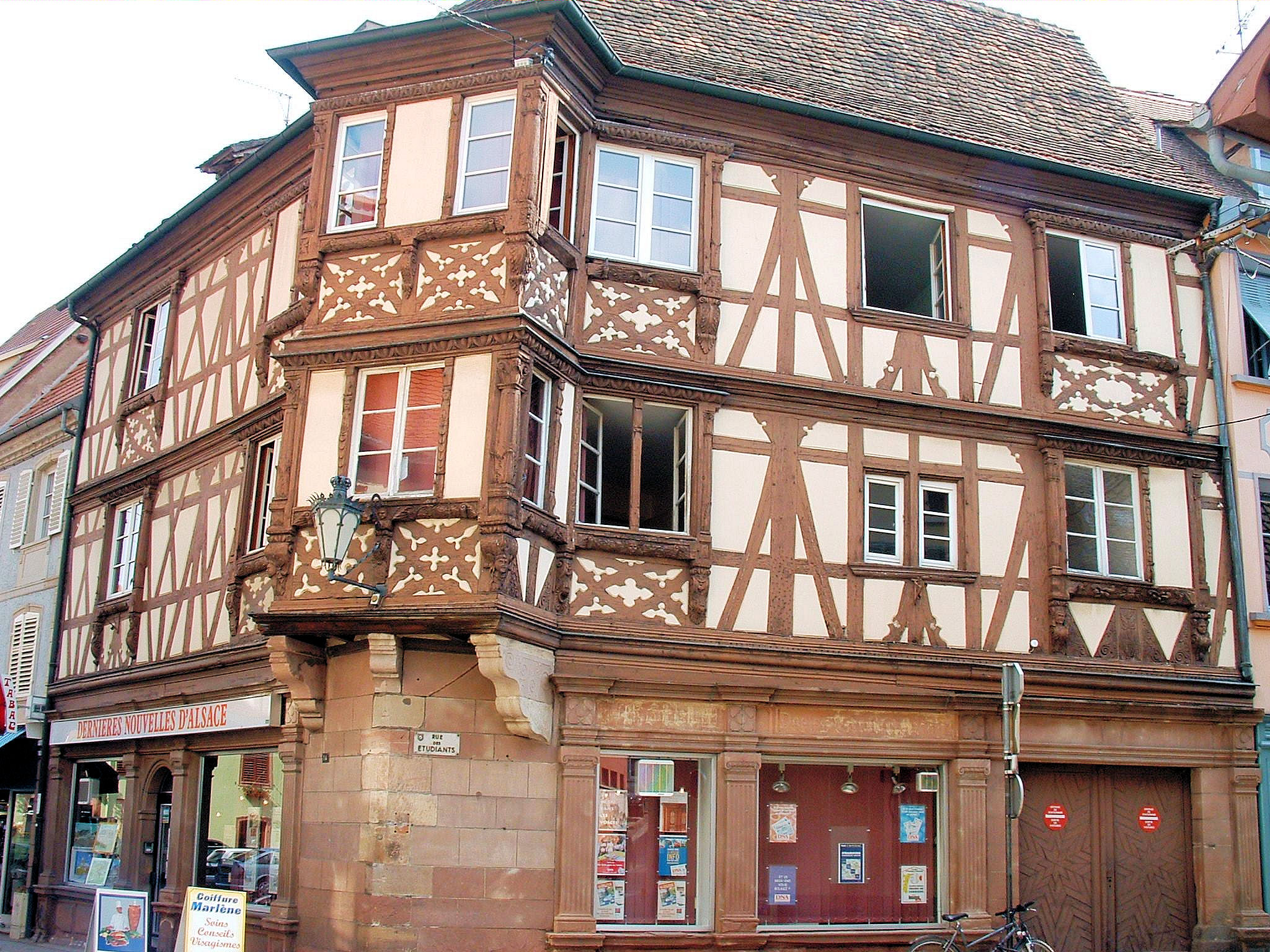
かつてパン屋組合があった建物

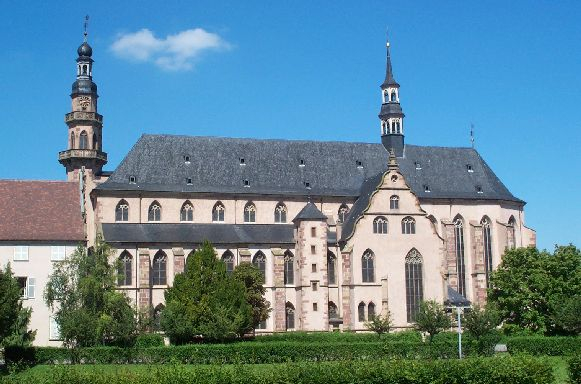
イエズス会教会

1935年にモルサイム北部から、メロヴィング朝時代の墓が発掘された。Mollesheimの名が最古に記されたのは820年、ストラスブール司教アデロクへのワインの寄進証書においてである。
1219年、神聖ローマ皇帝フリードリヒ2世が、コミューンに特権や課税特権を与えた。1263年には既にコミューンは周囲を城壁に囲まれていた。
モルサイムはストラスブール司教の領地であったため、ドイツの皇帝たちと代々の司教たちとの間で領有が争われた。1573年には司教によって貨幣鋳造が行われた。
対抗改革の中心地であったモルサイムには、1580年にイエズス会の神学校が建てられた。1618年、当時の司教レオポルト・フォン・エスターライヒは、神学校をアカデミーとした。1701年、ルイ14世はアカデミーをストラスブールに移し、神学校のみ残した。
1592年、空席となったストラスブール司教の座をめぐり、モルサイムのカトリック聖職者とストラスブールのプロテスタント聖職者の対立が起こった。ルーテル教会が推すヨハン・ゲオルク・フォン・ブランデンブルクと、カトリックが支持するロレーヌ枢機卿（fr）が争い、司教戦争（fr）と呼ばれる武力衝突に発展した。
1909年、イタリア出身の自動車技術者、エットーレ・ブガッティが近郊のドリスハイム（Dorlisheim)（アルザスはこの当時ドイツ領）に自動車会社ブガッティを設立し、1940年代初頭まで主に高性能スポーツカーやレースカーを製造していた。

## 経済
1998年にフォルクスワーゲンが往年のブガッティの商標権および製造販売権を獲得し100%子会社として、ブガッティ・オトモビルを創業。2005年に超高性能車ブガッティ・ヴェイロンを製造するため、ブランドの発祥地であるこの地に本社ならびに製造工場を設立している。

## 交通
- 鉄道 - TERアルザス、モルスサイム駅

## 姉妹都市
- ゲルブルン、ドイツ